# Amt Meyenburg
Het Amt Meyenburg is een samenwerkingsverband van vijf gemeenten in het Landkreis Prignitz in de Duitse deelstaat Brandenburg. Het amt telt 4.170 inwoners. Het bestuurscentrum is gevestigd in de stad Meyenburg.

## Gemeenten
Het amt omvat de volgende gemeenten:
1. Gerdshagen (601)
2. Halenbeck-Rohlsdorf (659)
3. Kümmernitztal (399)
4. Marienfließ (875)
5. Meyenburg (stad) (2.487)

Bad Wilsnack ·
Berge ·
Breese ·
Cumlosen ·
Gerdshagen ·
Groß Pankow (Prignitz) ·
Gülitz-Reetz ·
Gumtow ·
Halenbeck-Rohlsdorf ·
Karstädt ·
Kümmernitztal ·
Lanz ·
Legde/Quitzöbel ·
Lenzen (Elbe) ·
Lenzerwische ·
Marienfließ ·
Meyenburg ·
Perleberg ·
Pirow ·
Plattenburg ·
Pritzwalk ·
Putlitz ·
Rühstädt ·
Triglitz ·
Weisen ·
Wittenberge